# Задемьянье (озеро)
Задемьянье — озеро в Тверской области России, принадлежит бассейну Западной Двины.
Расположено на территории Староторопского сельского поселения Западнодвинского района, в 1 километре к югу от трассы М9 Москва — Рига. Лежит на высоте 189,1 метр над уровнем моря.
Озеро имеет овальную форму и вытянуто с востока на запад. Длина Задемьянья — около 1,5 км, ширина до 0,88 км. Площадь водной поверхности — 1,1 км², протяжённость береговой линии — более 4 км.
Окружено крупным болотом, в 800 метрах к северо-востоку расположена деревня Задемьянье.
Сток осуществляется в реку Скаговку, правый приток Торопы.